# Simpatikus
Simpatikus (Sympathicus) ili simpatički živčani sustav grana je eferentnog živčanog sustava naročito aktivna tijekom čuvstvenih reakcija poput straha i tjeskobe koje troše tjelesne zalihe energije.
Po pravilu, simpatikus povećava sposobnost organizma za napore, priprema organizam na pojačani rad i za opasnost, a djeluje i u stanju emocionalnih promjena.Simpatikus širi zjenice, smanjuje izlučivanje sline, ubrzava disanje i rad srca, pojačava izlučivanje hormona adrenalina iz nadbubrežne žlijezde, usporava rad crijeva i pražnjenje mokraćnog mjehura.
Simpatikusni živci imaju svoj početak u torakolumbalnom dijelu kičme (grudno-slabinskom), dok je početak parasimpatikusa u prednjo-križnom dijelu kralježnice (kranio-sakralnom). Druga anatomska razlika je u dužini vlakana, jer se vegetativni živčani sustav sastoji od živčanih vlakana i ganglija. Ganglije su centralni živčani organi za vegetativni živčani sustav. Oni su reflesksni centri i centri autonomije. Ganglije su građene od malih multipolarnih stanica i niti, među kojima razlikujemo aferentne niti, koje završavaju u ganglijima i eferentne niti, koje počinju iz stanica ganglija i treće su prolazne niti, koje samo prolaze kroz ganglije. Predganglijska vlakna (aferentna) izlaze iz leđne moždine i završavaju u vertebralnim ili prevertebralnim ganglijama. Postganglijska (eferentna) vlakna počinju u ganglijama i idu prema organu. Predganglijska vlakna su bijela, jer sadrže mijelinsku ovojnicu, dok su postganglijska vlakna siva jer nemaju mijelinsku ovojnicu. Kod simpatikusa su predganglijska vlakna kratka, a postganglijska duga, dok je obratno kod parasimpatikusa. Ganglije vegetativnog živčanog sustava poredane su ventrolateralno uz kralježnicu. To su vertebralne ganglije. Druge ganglije nalaze se dalje od kralježnice i to su prevertebralne ganglije, a treća je grupa smještena u stjenci šupljih organa i to su intramuralne ganglije. Upravo ova opskrbljenost vegetativnog živčanog sustava ganglijama omogućava automatizam u radu ovog sistema, a za vlakna je karakteristično da se u svom toku barem jednom prekidaju. Vegetativni živci su mješoviti jer imaju motorična vlakna, koja odlaze na glatku muskulaturu pojedinih organa, zatim na krvne žile vazomotoričnih i sekretornih žlijezda.